# Hudson River
Hudson River eller Hudsonfloden, af mohikanerne kaldt Muh-he-kun-ne-tuk, er en flod i delstaten New York i USA. Den løber ud i Atlanterhavet langs vestsiden af Manhattan, og skiller New York City fra New Jersey. Floden fik sit navn efter englænderen Henry Hudson som udforskede floden for hollænderne i 1609.
Hudsonfloden krydses af en række broer og tunneller såsom Verrazano Narrows Bridge, George Washington Bridge, Lincoln Tunnel og Holland Tunnel.
Hele den sydlige halvdel af Hudsonflodens 500 km lange løb er ikke geografisk set en flod, idet den fungerer som æstuarium for tidevand fra Atlanterhavet; den kan snarere beskrives som en ekstremt lang og snæver fjord.